# ホスファチジルイノシトール-3,4-ビスリン酸

sn-1-ステアロイル-2-アラキドノイルホスファチジルイノシトール-3,4-ビスリン酸の化学構造

ホスファチジルイノシトール-3,4-ビスリン酸（英: phosphatidylinositol 3,4-bisphosphate、略称: PtdIns(3,4)P2、PI(3,4)P2）は、細胞膜に少量存在するリン脂質であり、セカンドメッセンジャーとして重要な役割を果たしている。細胞膜でのPtdIns(3,4)P2の生成は、いくつかの重要なシグナル伝達経路の活性化をもたらす。
細胞膜に存在する全てのリン脂質のうち、イノシトールリン脂質が占める割合は10%以下である。ホスホイノシチド（PIs）またはホスファチジルイノシトールリン酸は、小胞体でホスファチジルイノシトールシンターゼによって合成される。PIsはグリセロール骨格と2つの脂肪酸鎖（ステアリン酸とアラキドン酸に富む）、そしてイノシトール環からなる構造を持っている。イノシトール環に付加されるリン酸基の調節はオルガネラごとに異なり、膜上に存在するホスファチジルイノシトールキナーゼ、ホスファチジルイノシトールリン酸キナーゼ、ホスファチジルイノシトールリン酸ホスファターゼの種類に依存している。こうしたキナーゼやホスファターゼがイノシトール頭部の3'、4'、5'位に対してリン酸化や脱リン酸化を行うことで、PtdIns(3,4)P2を含むさまざまなPIsが産生される。これら3か所に対するリン酸化と脱リン酸化の組み合わせから、7種類の異なるPIsが生じることとなる。
クラスIおよびIIのPI3キナーゼ（PI3K）は、PtdIns4Pの3'-OH基をリン酸化することでPtdIns(3,4)P2を合成する。また、ホスファターゼであるSHIP1やSHIP2は、PtdIns(3,4,5)P3の5'位を脱リン酸化することでPtdIns(3,4)P2を形成する。細胞膜に位置するこうした正の調節因子に加えて、PTENはPtdIns(3,4,5)P3の3'位を脱リン酸化してPtdIns(4,5)P2を生成することでPtdIns(3,4,5)P3を除去し、PtdIns(3,4)P2産生の負の調節因子として作用する。イノシトールポリリン酸-4-ホスファターゼであるINPP4AとINPP4Bも負の調節因子として作用し、これらはより直接的に、PtdIns(3,4)P2をPtdIns3Pへと加水分解する。PtdIns(3,4)P2は、SHIP1、SHIP2によるPIsの調節を介してPI3K経路におけるAKT（プロテインキナーゼB）の活性化に重要な役割を果たしていることが示されている。AKTはPHドメインを介してPtdIns(3,4)P2やPtdIns(3,4,5)P3と相互作用することで細胞膜へリクルートされ、活性化される。AKTのPHドメインはこれら双方に対して高い親和性を有する。PtdIns(3,4)P2やPtdIns(3,4,5)P3との相互作用によって膜に結合したAKTは、PHドメインとキナーゼドメインの間の自己阻害相互作用が解除されて活性化される。その後、AKTの活性化ループのT308と疎水性ドメインのS437がそれぞれPDK1とmTORC2によってリン酸化される。試験管内での実験では、AKT活性化のためのPDK1の細胞膜へのリクルートはPtdIns(3,4)P2とPtdIns(3,4,5)P3の双方との相互作用によって駆動されることが示されている。
当初、5-ホスファターゼによるPtdIns(3,4,5)P3からPtdIns(3,4)P2への脱リン酸化は、3-ホスファターゼであるPTENと同様に抗腫瘍効果をもたらすと予測されていた。しかしながら実際には、5-ホスファターゼであるSHIPタンパク質によるPtdIns(3,4)P2の合成はAKTの脂質への結合とその後の活性化のために腫瘍細胞の生存と関連付けられている。AKTの活性化は下流の代謝の変化、アポトーシスの抑制、細胞増殖の増加を引き起こし、この経路やその影響はがんの50%で生じている。またこれと関連して、PtdIns(3,4)P2の増加や4-ホスファターゼであるINPP4Bの変異は乳腺上皮の形質転換を引き起こすことが示されている。
PtdIns(3,4)P2は、クラスリン介在型エンドサイトーシス（CME）時の小胞成熟に重要な役割を果たしていることも示されている。PtdIns4Pを生成するホスファターゼであるSHIP2とシナプトジャニンは、CME過程の開始時にクラスリン構造へとリクルートされる。このPtdIns4Pの産生はPI3K-C2αによるPtdIns(3,4)P2合成をもたらし、新たに合成されたPtdIns(3,4)P2はSNX9、SNX18といったPX-BARドメインタンパク質をリクルートして小胞のネック部分の狭窄を引き起こす。そして、ダイナミンによって最終的な切断と放出が行われ、小胞が形成される。
PtdIns(3,4)P2は、ラメリポディンなどのアクチン調節タンパク質を介して細胞骨格の再編成の促進も行っている。ラメリポディンは細胞膜へリクルートされ、そこでPHドメインを介してPtdIns(3,4)P2と相互作用すると考えられている。細胞膜上のラメリポディンはEna/VASPといったアクチン結合タンパク質と相互作用し、ラメリポディアのアクチンネットワークや細胞遊走を調節する。